# نعمت آباد (مقاطعة دلفان)
نعمت‌آباد (بالفارسية: نعمت‌آباد) هي قرية تقع في قسم ميربغ الجنوبي الريفي (مقاطعة دلفان) في إيران. يقدر عدد سكانها بـ 187 نسمة .